# Radoslav Dodig
Mr. sc. Radoslav Dodig (Prolog, 6. travnja 1954. – Ljubuški, 17. lipnja 2016.), hrvatski arheolog, filolog i novinar. Široj javnosti poznat je kao dvostruki pobjednik Kviskoteke. Veliku je ljubav gajio prema povijesti i arheologiji, bavio se politikom, a radio je kao novinar i kolumnist u BiH.

## Životopis
Dodig je rođen u Prologu pored Ljubuškoga. Osnovnu je školu pohađao u Velikome Prologu, a Sjemenišnu klasičnu gimnaziju u Splitu. Uređivao je skupa s kolegama mjesečnik Nadbiskupijskog sjemeništa Navještenje. Budući da se u SFRJ nakon sjemenišne gimnazije moglo studirati jedino na Filozofskom fakultetu u Skoplju, Dodig u Skopju nastavlja studij klasične filologije.
Od 1986. do 1988. na Interuniverzitetskom centru u Dubrovniku pohađao je poslijediplomski studij "Kulturna povijest istočne obale Jadrana". Magistrirao je radom Ljubuški kraj u antičko doba na Odjelu za arheologiju Filozofskog fakulteta u Zagrebu pod mentorstvom akademika Nenada Cambija. Gotovu doktorsku disertaciju Uspon i pad Ardijejaca pod mentorstvom prof. Slobodana Čače trebao je obraniti na Sveučilištu u Zadru, ali je zbog bolesti nije uspio obraniti.
Široj javnosti poznat je kao dvostruki pobjednik Kviskoteke. U velikome superfinalu pobijedio je 1986. U tom istom superfinalu sudjelovale su hrvatske kvizaške legende Robert Pauletić (drugo mjesto) i Mirko Miočić (treće mjesto). Ostvario je sedam pojedinačnih pobjeda i jednu pobjedu u superfinalu Kviskoteke.
U prvoj polovici osamdesetih bio je nezaposlen, tek je kratko predavao u teslićkoj gimnaziji, a po povratku u rodni Ljubuški nije se mogao zaposliti jer je bio politički nepodoban. U drugoj polovici osamdesetih honorarno je predavao grčki i latinski u Centru za usmjereno obrazovanje "Petar Levantin" u Metkoviću, čiji je stalni zaposlenik postao 1991. Godine 1992. prelazi u Gimnaziju Metković, u kojoj je do 2008. predavao latinski jezik. Godinama je bio aktivan suradnik ogranka Matice hrvatske u Metkoviću, a od 2007. predsjednik Matice hrvatske u Ljubuškom. Bio je članom Hrvatskog arheološkog društva, Hrvatskog filološkog društva te urednik u biblioteci "Stećak" nakladničke kuće ZIRAL-a u Mostaru. Stručne radove objavljivao je u znanstvenoj periodici te zbornicima znanstvenih skupova. Za Slobodnu Dalmaciju i Večernji list pisao je kao dopisnik, i to najčešće o temama iz kulture, lingvistike i kulturno-povijesne baštine.
Doprinos arheologiji dao je i za vrijeme izgradnje autocesta, kako u Hrvatskoj, tako i u Bosni i Hercegovini. U Hrvatskoj je na dionici autoceste A1 Dugopolje-Ravča bio zamjenik voditelja arheoloških radova, a na dionici autoceste A1 kroz BiH Bijača-Zvirovići, zamjenik i voditelj arheoloških zaštitnih radova. U slobodno je vrijeme istraživao kulturno-povijesnu baštinu posebice Hercegovine i Ljubuškog, na čijoj je zaštiti radio. Znanstveni opus čini mu više od 100 znanstvenih, stručnih i preglednih radova te osvrta iz povijesti, arheologije i filologije koje je objavio u zbornicima i publikacijama te veliki broj članaka, feljtona, komentara, kolumna u tiskanim i elektroničkim medijima. Zahvaljujući djelovanju Matice hrvatske u Ljubuškom, pokrenuto je više projekata zaštite spomenika (Rimski kompleks Gračine, Stari grad Ljubuški, nekropola Bijača i nekropola u Studencima koji su proglašeni nacionalnim spomenicima BiH). Očišćena i konzervirana nekropola na Bijači (lokalitet Dilić) uvrštena je na popis 30 UNESCO-ovih zaštićenih lokaliteta grobalja sa stećcima u Bosni i Hercegovini, Hrvatskoj, Crnoj Gori i Srbiji.
Bio je aktivan u politici od 1990. godine, obnašao je nekoliko dužnosti u vlasti BiH. Osnivač je, pokretač i prvi meštar Ljubuškog Karnevala.

## Nagrade i priznanja
- Nagrada za životno djelo općine Ljubuški[3]
- prigodom prve obljetnice smrti Hrvatska pošta Mostar tiskala je u njegovu čast prigodnu poštansku markicu[10]

## Izbor iz objavljenih radova
- Greda - srednjovjekovna nekropola u Crvenom Grmu. Hercegovina: časopis za kulturno i istorijsko nasljeđe, 4., 73-80. (1985.)
- Mlade kod Veljaka - kontinuitet od antike. Hercegovina: godišnjak za kulturno i povijesno naslijeđe, 3(11), 17-22. (1997.)
- Sekulan, naziv dijela rimske ceste na području Ljubuškoga. Hercegovina: časopis za kulturno i istorijsko nasljeđe, 4-5 (12-13), 39-45. (1998.)
- Miljokaz cara Licinija. Hercegovina: časopis za kulturno i istorijsko nasljeđe, 6-7 (14-15), 41-47. (2000.)
- A. A. Barret, Livia: First lady of Imperial Rome, Yale University Press, 2002. Obavijesti: Hrvatsko arheološko društvo, XXXXV (3), 154-156. (2003.)
- Spomenik Kvinta Valerija iz Hardomilja kod Ljubuškoga. Vjesnik za arheologiju i historiju dalmatinsku, 95, 363-373. (2003.)
- Rimski spomenici iz Tomislavgrada. Hercegovina: godišnjak za kulturno i povijesno naslijeđe, 19., 21-30. (2005.)
- Rimski nadgrobni spomenik iz Tomislavgrada. Vjesnik za arheologiju i historiju dalmatinsku, 97, 339-351. (2005.)
- Nalaz rimskih spomenika u Mostarskim Vratima kod Ljubuškoga. Hercegovina: godišnjak za kulturno i povijesno naslijeđe, 20, 7-12. (2006.)
- Akti crkvenih sabora održanih 530. i 533. u Saloni. Povijesni prilozi / Historical contributions, 35, 9-23. (2008.) (R. Dodig, A. Škegro)

## Vanjske poveznice
- In memoriam: Radoslav Dodig (arheohercegovina.com, objavljeno 18. lipnja 2016., pristupljeno 19. lipnja 2016.)